# 井伊直秀
井伊 直秀（いい なおひで）は、南北朝時代の武将。渋川城城主で、井伊谷井伊家の分家である渋川井伊家の井伊直貞の子。新田義興の主従13人の1人、井伊弾正として知られる。

## 概要
南北朝が分立した翌年1337年（延元2年）、井伊道政が南朝の後醍醐天皇の皇子宗良親王を助け、伊勢より井伊谷城に招いた。この時、親王は道政の娘を正室として迎え、宗良親王の子・尹良親王が生まれている伝承があるが、この名誉ある機会を設けてくれた宗良親王に仕える新田義興に大変恩義を感じ、義興の家臣として忠誠を誓ったとされる。
1358年(正平13年)4月30日、足利尊氏が亡くなると、その子足利基氏は義興の勢力を恐れ、北武蔵の安定化の為に義興を討つよう、足利幕府執事である畠山国清に命じる。
国清は武蔵野合戦で義興に従っていた江戸長門・江戸高重・竹沢右京亮らに義興討伐を命じたが、彼らは猛威を振るう新田義興には真向で戦っても勝つことが出来ないと考え、奸計を巡らせることにした。それぞれ畠山国清に所領没収の罪科に処されたと偽って、義興に救援を求めることにした。
1358年(正平13年)10月10日、義興は江戸長門・江戸高重・竹沢右京亮らを信用し、基氏・国清を討つため、井伊直秀含む10余名の従者を引き連れ鎌倉へ向かい、多摩川矢口で渡し舟に乗った。しかし、江戸長門・江戸高重・竹沢右京亮らに買収されていた船頭は船底に仕掛けた穴の栓を抜き、義興一行の小舟は沈みかかる。そして、川崎側の岸には300騎、大田区側の岸には100騎の江戸長門・江戸高重・竹沢右京亮らの軍が義興一行を取り囲んだ。
井伊直秀は主君・義興がもはやこれまでと自害するのを見届けると、恩義を返すことが出来なかった悔しさのあまりに怒り狂って腰の刀を抜き、左の脇から右のあばら骨まで刀でかき回すと、腸を引きちぎり川へ投げ入れ、自身の首を切った後、髪を後ろに引っ張り首の骨を折って自害したと『太平記』に記されている。
また、その様子を見ていた江戸長門は恐怖におののき、後悔の念に苛まれた。江戸長門は入間川御陣の基氏のもとへ馳せ参じようとした際に落雷にあい落馬し、7日間うなされ狂死したと、『太平記』に記述されている。